# Ichikawa Danjūrō VIII
Ichikawa Danjūrō VIII (八代目市川團十郎, Hachidaime Ichikawa Danjuurou), 7 de novembro de 1823 - 27 de setembro de 1854 foi um ator japonês de kabuki, pertencente à linhagem Ichikawa Danjūrō. Era um tachiyaku (realizava, principalmente, papéis masculinos), e utilizava do estilo aragoto, como todos os membros da linhagem. Era particularmente especializado em papéis de jovens amantes, e era extremamente popular por isto.

## Nomes
Como vários atores de kabuki, Danjūrō possuiu muitos nomes ao longo de sua carreira. Era um membro da trupe Naritaya, e podia ser chamado por este nome (ver yagō). Começou sua carreira como Ichikawa Shinnosuke II e logo recebeu o nome Ichikawa Ebizō VI, antes de tornar-se o oitavo Ichikawa Danjūrō aos nove anos de idade. Algumas vezes, utilizou o nome Ichikawa Hakuen III, e seu haimyō (apelido de poeta) era Sanshō.

## Linhagem
Ao contrário de vários atores de kabuki que eram adotados nas muitas famílias teatrais, Danjūrō VIII era um descendente direto de Ichikawa Danjūrō I. Danjūrō VIII era filho de Ichikawa Danjūrō VII, e teve irmãos que também apresentaram-se no palco, incluindo Ichikawa Danjūrō IX, Ichikawa Ebizō VII, Ichikawa Ebizō VIII, Ichikawa Komazō VI, Ichikawa Saruzō I e Ichikawa Kōzō.

## Vida e carreira
Nascido em Edo, fez a primeira aparição no palco com apenas um mês de vida, introduzido como Ichikawa Shinnosuke II na kaomise (顔見せ, Mostrar o rosto) do teatro Ichimura-za, uma cerimônia na qual a trupe do próximo ano é apresentada. Recebeu o nome Ichikawa Ebizō VI com dois anos, e tornou-se Danjūrō VIII em 1832, com nove anos. Este foi o mesmo ano em que seu pai recebeu o mesmo nome, e os dois o receberam com a menor idade de toda a linhagem. Danjūrō apresentou-se pela primeira vez na peça Sukeroku Yukari no Edo Zakura, em sua cerimônia de nomeação, e mais tarde naquele ano, no papel principal da peça Shibaraku.
Após aparecer em vários papeis secundários pelos próximos anos, Danjūrō fez o papel de Minamoto no Yoshitsune na premiere de 1840 da peça Kanjinchō no teatro Kawarazaki-za. A partir daí, fez papéis mais prestigiosos, incluindo Katō Masakiyo na peça Ehon Taikōki e o papel principal da peça Narukami. Em 1844, fez o papel de Sukeroku pela primeira vez, junto com Iwai Hanshirō VII, Matsumoto Kōshirō VI e Onoe Kikugorō IV.
Danjūrō continuou ativo pelos próximos dez anos, fazendo um grande número de papéis principais, como Nakurami  e Katō Masakiyo novamente, Benkei em Kanjinchō, e o jovem amante Yosaburō na nova peça Kirare Yosa por Segawa Jōkō III. Sua popularidade nestes papéis de jovem amantes (ninaime) era tão grande que, quando fez o papel de Sukeroku e precisou entrar em um barril de água numa determinada cena, algumas fãs exigiram a compra da água contida em tal barril.
Porém, em 1854, pouco depois de chegar em Osaka em um tour de performances com seu pai, Danjūrō foi encontrado em seu quarto na pensão em que estavam, com os pulsos cortados. Alguns pesquisadores dizem que ele possuía de dívidas extensas, resultado do estilo de vida extravagante que ele e seu pai levavam, e que o rápido sucesso e popularidade atraíram a inveja e ira de outros atores, piorando suas relações com eles e complicando seus problemas pessoais.

## Veja também

Brasão (mon) da família Ichikawa